# NSC TV Chapecó
NSC TV Chapecó é uma emissora de televisão brasileira sediada em Chapecó, cidade do estado de Santa Catarina. Opera no canal 12 (33 UHF digital), e é afiliada à TV Globo. Integra a NSC TV, rede de televisão pertencente à NSC Comunicação.

## História

### TV Cultura (1982–1983)
O primeiro passo para a fundação da primeira emissora de televisão de Chapecó foi dado em 1976, quando o empresário Mário Petrelli venceu a concorrência pública pela concessão do canal 12 VHF. Petrelli investiu cerca de 1 milhão de dólares em equipamentos e em estrutura para a nova emissora, que inicialmente seria afiliada à Rede Tupi, tal qual a TV Cultura de Florianópolis (vendida dois meses depois da inauguração da emissora de Chapecó). Porém, a Rede Tupi teve a concessão cassada em 1980, ainda durante sua implantação, e o empresário assinou com o recém inaugurado SBT. A TV Cultura foi fundada em 23 de abril de 1982, e na cerimônia, um dos presentes era Nelson Sirotsky, que seria um dos compradores da nova emissora poucos meses depois da sua fundação. Entre os primeiros funcionários da TV, estavam Jairo Lisowski e a repórter Mônica Corrêa.
O Grupo RBS estava em franca expansão por Santa Catarina, e em setembro do mesmo ano adquiriu a TV Cultura de Mário Petrelli. Com a compra, a emissora passa a ser afiliada à Rede Globo e também a integrar a RBS TV, que no estado já contava com emissoras em Florianópolis, Joinville e Blumenau.

### RBS TV Chapecó (1983–2017)
Em abril de 1983, passa a se chamar RBS TV Chapecó, adotando a padronização da outras emissoras da rede. No decorrer da década, a emissora expande o seu sinal para todo o oeste catarinense, através de retransmissoras via micro-ondas que são utilizadas até hoje.
Em 7 de março de 2016, o Grupo RBS comunica a venda da emissora e das demais operações em Santa Catarina para os empresários Lírio Parisotto (Videolar-Innova) e Carlos Sanchez (Grupo NC). Parisotto posteriormente abandona a sociedade devido ao escândalo com Luiza Brunet, fazendo do Grupo NC e seus acionistas proprietários integrais das novas empresas.

### NSC TV Chapecó (2017–presente)
Em 15 de agosto de 2017, a RBS TV de Santa Catarina completa o processo de transição para a NSC Comunicação, e passa a se chamar NSC TV. A RBS TV Chapecó então passa a se chamar NSC TV Chapecó, bem como as demais emissoras do estado.

## Sinal digital
| Canal virtual | Canal digital | Resolução de tela | Programação                                     |
| ------------- | ------------- | ----------------- | ----------------------------------------------- |
| 12.1          | 33 UHF        | 1080i             | Programação principal da NSC TV Chapecó / Globo |

A emissora iniciou suas transmissões digitais em 24 de dezembro de 2013, em caráter experimental, através do canal 33 UHF. Nesta época era exibida a programação da RBS TV Florianópolis, sem as inserções locais. A cerimônia oficial de lançamento do sinal digital ocorreu em 13 de fevereiro de 2014, durante o Jornal do Almoço, exibido especialmente em alta definição, e contou com a presença do diretor-geral do Grupo RBS em Santa Catarina, Mário Neves, além de autoridades como secretários do município de Chapecó e do prefeito de Concórdia, João Girardi. Sua programação local só passou a ser definitivamente produzida em alta definição em 7 de fevereiro de 2022.
Transição para o sinal digital
Com base no decreto federal de transição das emissoras de TV brasileiras do sinal analógico para o digital, a NSC TV Chapecó cessou suas transmissões pelo canal 12 VHF em 16 de agosto de 2021.

## Programação
Atualmente a emissora produz o Jornal do Almoço, apresentado integralmente de Chapecó por Letícia Ferrari para toda a sua área de cobertura. O restante da programação é composto pelos programas gerados pela NSC TV Florianópolis e pelos programas nacionais da Globo. A coordenação local de jornalismo é de Gilmar Fochessato, responsável também pela NSC TV Centro-Oeste.

## Retransmissoras
| Cidade                  | Analógico | Digital | Cidade              | Analógico | Digital | Cidade                       | Analógico | Digital |
| ----------------------- | --------- | ------- | ------------------- | --------- | ------- | ---------------------------- | --------- | ------- |
| Abelardo Luz            | 13        | 42*     | Águas de Chapecó    | 06        | -       | Águas Frias                  | 07        | -       |
| Anchieta                | 06        | 24*     | Arabutã             | 03        | -       | Bandeirante                  | 06        | -       |
| Barra Bonita            | 06        | -       | Belmonte            | 08        | -       | Bom Jesus                    | 05        | 34*     |
| Bom Jesus do Oeste      | 08        | -       | Caibi               | 07        | -       | Campo Erê                    | 08        | 42*     |
| Caxambu do Sul          | 02        | -       | Concórdia           | 11        | 34      | Coronel Freitas              | 06        | 45*     |
| Coronel Martins         | 06        | -       | Cunha Porã          | 36        | 34      | Cunhataí                     | 36        | -       |
| Descanso                | 03        | 35*     | Dionísio Cerqueira  | 11        | 24*     | Faxinal dos Guedes           | 05        | 25*     |
| Flor do Sertão          | 08        | -       | Formosa do Sul      | 02        | -       | Galvão                       | 08        | -       |
| Guaraciaba              | 03        | -       | Guarujá do Sul      | 05        | -       | Iporã do Oeste               | 08        | -       |
| Ipuaçu                  | 05        | 35*     | Ipumirim            | 06        | -       | Iraceminha                   | 05        | -       |
| Itá                     | 12        | 42*     | Itapiranga          | 09        | 35*     | Jardinópolis                 | 02        | -       |
| Lajeado Grande          | 05        | -       | Lindóia do Sul      | 06        | -       | Maravilha                    | 04        | 33      |
| Marema                  | 06        | -       | Modelo              | 04        | -       | Mondaí                       | 02        | 42*     |
| Nova Erechim            | 08        | 42*     | Nova Itaberaba      | 05        | -       | Novo Horizonte               | 05        | -       |
| Ouro Verde              | 06        | -       | Paial               | 03        | -       | Palma Sola                   | 07        | 34*     |
| Palmitos                | 08        | 24*     | Paraíso             | 07        | -       | Passos Maia                  | 06        | -       |
| Peritiba                | 06        | -       | Pinhalzinho         | 07        | 27*     | Ponte Serrada                | 08        | 42*     |
| Princesa                | 06        | -       | Quilombo            | 03        | 25*     | Riqueza                      | 06        | -       |
| Romelândia              | 02        | -       | Santa Helena        | 06        | -       | Santa Terezinha do Progresso | 07        | -       |
| Santiago do Sul         | 04        | -       | São Carlos          | 06        | 25*     | São Domingos                 | 06        | 46*     |
| São João do Oeste       | 04        | -       | São José do Cedro   | 08        | 35      | São Lourenço do Oeste        | 04        | 25      |
| São Miguel da Boa Vista | 06        | -       | São Miguel do Oeste | 09        | 25      | Saudades                     | 06        | 24*     |
| Seara                   | 13        | 25*     | Tigrinhos           | 04        | -       | Tunápolis                    | 08        | -       |
| União do Oeste          | 07        | -       | Vargeão             | 07        | 25*     | Xanxerê                      | -         | 34      |
| Xavantina               | 02        | 24*     | Xaxim               | 5         | 40*     |                              |           |         |

* - Em implantação